# 투유
《투유 그대에게》(TO YOU)는 예원문화사가 발행하던 격주간 만화 잡지이다. 1993년 창간되어 1994년 폐간되었다. 대한민국에서 최초로 레이디스 코믹스를 표방한 잡지로 알려져 있다.

## 연재 작품
- 그대의 연인
- 나의 이브
- 마지막 사람들
- 은빛 아프락시스

## 같이 보기
- 마인
- 화이트